# 书带车前蕨
书带车前蕨（学名：Antrophyum vittarioides）为车前蕨科车前蕨属下的一个种。